# Monastère de Naantali
Le monastère de Nantali (finnois : Naantalin luostari) ou monastère d'Armonlaakso (finnois : Armonlaakson luostari) est un monastère catholique de l'ordre de Sainte-Brigitte à Naantali en Finlande.

## Présentation
Le monastère de l'Ordre de Sainte-Brigitte a fonctionne pendant le Moyen Âge catholique en Finlande et jusqu'au XVIe siècle.
Fondé en 1438, le monastère de Naantali fut la première institution finlandaise à accepter les femmes.

## Histoire

### Monastère catholique
En 1438, l'évêque Maunu II Tavast fonde le monastère de Naantali, qui débutera ses activités sur les terres du domaine royal de Stenberga à Masku Karinkylä en 1440.
Cependant, l'endroit ne s'est pas avéré adapté comme l'indique l'écrit trouvé dans le documents du l'abbaye de Vadstena.
Stenberga était un grand domaine qui possédait également des terres à Raisio, Parainen et Piikkiö.
Cependant, les revenus de la ferme ne suffisaient pas à entretenir le monastère.
Le monastère a commencé à recevoir beaucoup de dons, grâce auxquels il a déjà été décidé en 1443 de déplacer le monastère de Raisio à la péninsule d'Ailoinen ou Ailostenniemi, c'est-à-dire l'actuel Naantali, où Henrik Klaunpoika Djäkni et sa femme Lucia ont fait don d'une ferme au monastère.
Le monastère a reçu un total d'un peu moins de 120 dons, et il est rapidement devenu une institution locale populaire.
En 1509, une douzaine de fermes ont été donnés à Masku.
Les travaux de construction dans la péninsule d'Ailosenniemi ont probablement commencé à l'automne 1443, mais les nones et les moines ont apparemment déménagé au monastère l'été suivant.
Les bâtiments du monastère étaient regroupés autour de l'église du monastère.
Les locaux des moines étaient situés au sud-ouest et à l'ouest, les locaux des nonnes au nord et au nord-ouest.
En plus de l'église du monastère, seuls des fragments mineurs de murs ont survécu des bâtiments du monastère jusqu'à l'époque moderne.
Le nombre exact de membres n'est connu qu'à partir de 1487; à cette époque, 54 sœurs et huit frères prêtres vivaient dans le monastère.
En outre, il y avait deux frères diacres et six frères convers.
L'apogée de la communauté monastique dura jusqu'au début des années 1490.
Le monastère était donc un monastère double, où les religieuses et les moines vivaient sous un supérieur.
Cependant, ils avaient des espaces et salles à manger séparés.[5] 
L'épidémie de peste de 1495 fut sévère : une cinquantaine de personnes moururent dans le manoir à l'extérieur du monastère, qui servait apparemment d'hôpital.
L'épidémie ne s'est pas propagée au monastère à cette époque, mais lors de la peste de 1508, 36 habitants du monastère sont morts.

### La réforme
Avec la Réforme, le monastère n'était plus autorisé à accepter de nouveaux novices.[7] 
L'activité du monastère commença à diminuer.
Les dernières décennies après la Réforme ont été difficiles.
Même avant 1533, les représentants de Rälssi ont repris plus de 40 fermes appartenant au monastère.
En 1554, Mikael Agricola ordonna que les apparitions de Sainte Birgitte ne puissent plus être évoquées au monastère.
La messe ne pouvait avoir lieu que dans l'une des deux langues vernaculaires, et seulement lorsqu'il y avait des visiteurs pour la communion
La dernière abbesse du monastère, Birgitta Knutintytär Kurck, mourut en 1577.
Après cela, le monastère connut une autre courte période de prospérité sous le règne de Jean III.
Le roi a favorisé le catholicisme à cause de sa femme, la stricte catholique romaine Catherine Jagellon.
Cependant, l'activité s'est calmée à mesure que les religieuses vieillissaient et le monastère s'est lentement transformé en un refuge pour femmes âgées, jusqu'à ce que la dernière religieuse, Elina Knutintytär, décède en 1591.
En 1556, les lieux passèrent sous le contrôle de la Couronne et les fiefs furent supprimés. Les habitants du monastère vivaient grâce à des subventions temporaires de la couronne.
À l'époque de Jean III, l'activité du monastère reprend quelque temps, et son épouse, la reine catholique Catherine Jagellonne, l'incite à prendre de nouvelles novices.
La dernière religieuse mourut en 1591 et le roi Charles IX ordonna la démolition des bâtiments du monastère en 1608, mais l'église resta utilisée par la congrégation de Naantali.
L'église du monastère a brûlé le 4 mars 1628, lorsque Johan Henrikinpoika Jägerhorn af Spurila, le père de Gustavus II Adolf, a tiré sur des pies assises sur le toit du monastère, et a accidentellement mis le feu au monastère.
Le vent violent a propagé le feu jusqu'à la ville de Naantali.
Les pierres du monastère démoli ont été utilisées pour la clôture de l'église, les citadins les ont utilisées à leurs propres fins et, en 1794-1797, il y en avait encore assez pour construire un clocher.
Aujourd'hui, seule reste l'église du monastère, qui est l'église de Naantali.

### Abbesses
- Katarina Bengtsdotter (1440–1445)
- Margareta Arvidsdotter (–1457)
- Birgitta Bengtsdotter (1464)
- Lucia Olofsdotter Skelge (1498-)
- Katarina Johannis (1504)
- Margit Jönsdotter (1509)
- Valborg Joakimsdotter Fleming (1526–1531)
- Valborg Torkilsdotter (1536–1549)
- Birgitta Pedersdotter (1549–1565)
- Anna Nilsdotter (1565)
- Birgitta Knutsdotter Kurck (1568–1577)
- Elin Knutsdotter (–1591)